# Николо-Барнуковский сельсовет
Николо-Барнуковский сельсовет — муниципальное образование со статусом сельского поселения в Сосновоборском районе Пензенской области Российской Федерации.
Административный центр — село Николо-Барнуки.

## История
Статус и границы сельского поселения установлены Законом Пензенской области от 2 ноября 2004 года № 690-ЗПО «О границах муниципальных образований Пензенской области».
Законом Пензенской области от 4 апреля 2017 года № 3027-ЗПО были преобразованы, путём их объединения, сельские поселения Николо-Барнуковский и Малосадовский сельсоветы в Николо-Барнуковский сельсовет с административным центром в селе Николо-Барнуки.

## Население
| 2002 | 2010  | 2012  | 2013 | 2014 | 2015 | 2016 |
| ---- | ----- | ----- | ---- | ---- | ---- | ---- |
| 1044 | ↘809  | ↘784  | ↘754 | ↘747 | ↘724 | ↘703 |
| 2017 | 2018  | 2021  |      |      |      |      |
| ↘678 | ↗1121 | ↘1038 |      |      |      |      |

## Состав сельского поселения
| № | Населённый пункт | Тип населённого пункта       | Население |
| - | ---------------- | ---------------------------- | --------- |
| 1 | Архангельское    | село                         | ↘103      |
| 2 | Козловка         | деревня                      | 14        |
| 3 | Малая Садовка    | село                         | ↘132      |
| 4 | Николо-Барнуки   | село, административный центр | ↘501      |
| 5 | Озерки           | село                         | ↘94       |
| 6 | Ручим            | деревня                      | 3         |
| 7 | Садом-Глядовка   | деревня                      | 6         |
| 8 | Сюзюмское        | село                         | ↘409      |
| 9 | Щукино           | село                         | ↘91       |

Село Большая Садовка упразднено в октябре 2011 года.